# Valea Largă (gmina)
Valea Largă – gmina w Rumunii, w okręgu Marusza. Obejmuje miejscowości Grădini, Mălăești, Poduri, Valea Frăției, Valea Glodului, Valea Largă, Valea Pădurii, Valea Șurii i Valea Urieșului. W 2011 roku liczyła 3098 mieszkańców.